# Sigmar Polke
Sigmar Polke (Oels, Baja Silesia, 13 de febrero de 1941 - Colonia, Alemania, 10 de junio de 2010) fue un pintor alemán postmoderno, dentro del pop art.

## Biografía
Polke nació en Oels en la Baja Silesia. Emigró con su familia a Alemania Occidental en 1953, a Berlín Oeste, primero y luego a Düsseldorf.
Trabajó como aprendiz de pintura sobre cristal en un taller de Kaiserswerth (Düsseldorf). Desde 1961 hasta 1967 estudió en la Academia de Arte de Düsseldorf, siendo sus maestros Karl Otto Götz, Gerhard Hoehme y Beuys. 
En 1963 Polke fundó, con Richter y Lueg, el Kapitalistischen Realismus Realismo Capitalista, una tendencia pictórica dentro del pop art. Era un anti-estilo de arte que se apropiaba del lenguaje de la publicidad. Este título se relaciona con el realismo socialista, por entonces la doctrina artística oficial de la Unión Soviética. Trata de una forma irónica la doctrina artística del capitalismo occidental, ligada a la sociedad de consumo.
Sus obras reflejan con ironía la manipulación de los medios de comunicación. Utiliza elementos de la pintura moderna pero también otros de la cultura de masas, como lo kitsch o de la publicidad. Ha realizado cuadros que, con un tratamiento especial, cambian de color al reaccionar frente a la contaminación medioambiental. A partir de 1965 hizo variaciones de obras clásicas de autores como Durero o Kandinsky, imitaciones de obras povera y conceptuales. De 1991 es su serie Neue Bilder (Nuevas Imágenes).
El elemento anarquista de la obra de Polke se engendra en gran medida por su enfoque mercurial. Su irreverencia hacia las técnicas pictóricas tradicionales y sus materiales y su falta de lealtad a ninguna forma de representación ha establecido su reputación, actualmente respetada, como un revolucionario visual. Paganini, una expresión de «la dificultad de exorcizar los demonios del nazismo» -en la que ha de observarse las esvásticas escondidas-, es una obra típica de la tendencia de Polke a acumular una serie de medios distintos dentro del mismo lienzo. No es inusual que Polke combine pintura y materiales caseros, con lacas, pigmentos, impresiones de pantalla y cubrir con transparencias en una sola pieza. Una «narrativa complicada» está a menudo implícita en el cuadro de varias capas, dando el efecto de atestiguar la proyección de una alucinación o de un sueño con una serie de velos.
Polke se embarcó en una serie de viajes por todo el mundo a lo largo de los años setenta, fotografiando en Pakistán, París, Nueva York, Afganistán, y Brasil. Ha sido profesor en la Escuela de Bellas Artes de Hamburgo en 1970-1971 y desde 1977 hasta 1991). Participó en la documenta de Kassel V-VII (años 1972-1982).
En 1978 se estableció en Colonia, donde siguió viviendo y trabajando hasta su fallecimiento en 2010 por complicaciones derivadas de un cáncer.

## Premios principales
- 1982: Premio Will Grohmann
- 1984: Premio Kurt Schwitters
- 1986: Premiado con el «León de oro» en la XLII Bienal de Venecia
- 1987: Premio Lichtwark de Hamburgo
- 1988: Premio del Estado de Baden-Württemberg
- 1994: Premio Erasmus en Ámsterdam
- 2002: Praemium Imperiale de Pintura, de la Asociación de Arte de Japón